# Pərioğlular (Ağcabədi)
Pərioğlular è un comune dell'Azerbaigian situato nel distretto di Ağcabədi. Conta una popolazione di 1 476 abitanti.